# Landkreis Heiligenstadt

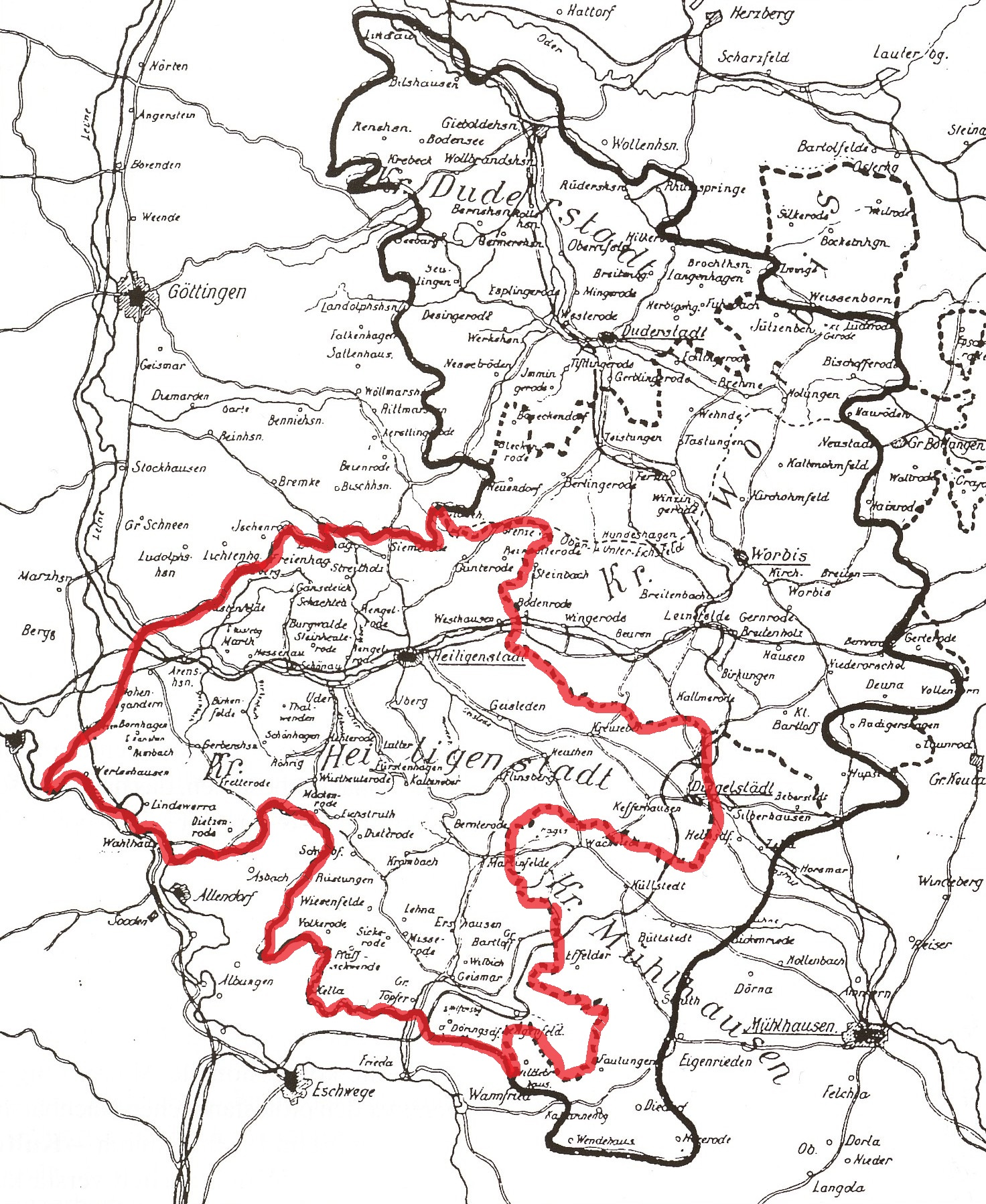
Der Landkreis Heiligenstadt um 1900 im westlichen Eichsfeld

Der Landkreis Heiligenstadt  war von 1816 bis 1945 ein Landkreis im Regierungsbezirk Erfurt der preußischen Provinz Sachsen. Kreissitz war die Stadt Heiligenstadt. Der Landkreis umfasste 1945 die beiden Städte Dingelstädt (Eichsfeld) und Heiligenstadt sowie 65 weitere Gemeinden.

## Verwaltungsgeschichte

### Königreich Preußen

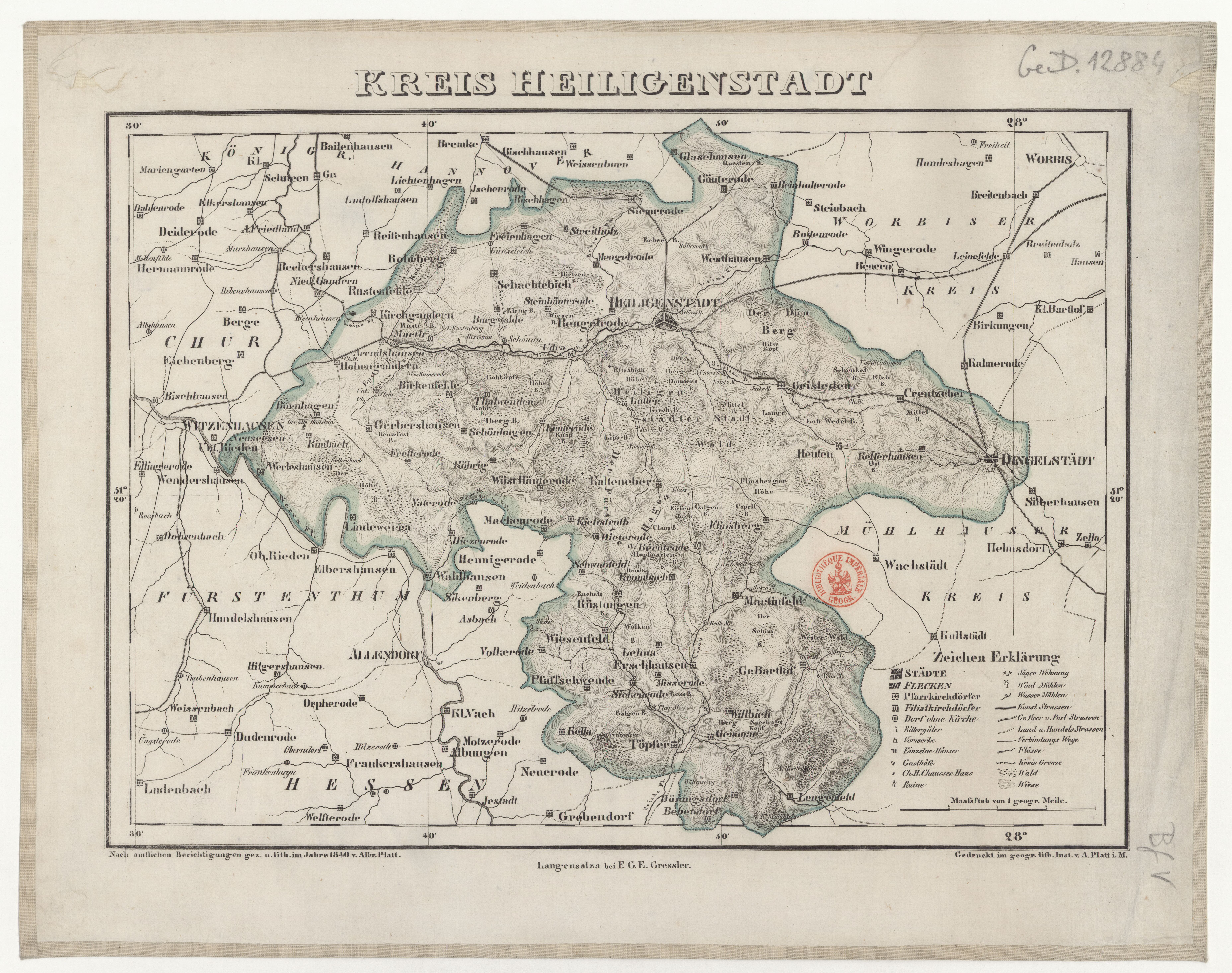
Der Kreis Heiligenstadt im Jahr 1840

Im Rahmen der preußischen Verwaltungsreformen nach dem Wiener Kongress wurde zum 1. April 1816 der neue Kreis Obereichsfeld im Regierungsbezirk Erfurt der preußischen Provinz Sachsen eingerichtet. Sein Name wurde später in Kreis Heiligenstadt abgeändert. Das Landratsamt befand sich in Heiligenstadt.

### Norddeutscher Bund / Deutsches Reich
Seit dem 1. Juli 1867 gehörte der Kreis zum Norddeutschen Bund und ab dem 1. Januar 1871 zum Deutschen Reich.
Zum 30. September 1928 fand im Kreis Heiligenstadt entsprechend der Entwicklung im übrigen Preußen eine Gebietsreform statt, bei der alle Gutsbezirke aufgelöst und benachbarten Landgemeinden zugeteilt wurden. Nach Auflösung der Provinz Sachsen zum 1. Juli 1944 gehörte der Kreis zwar weiter zu Preußen, war aber nunmehr – in Angleichung an die Reichsverteidigungsbezirke – der Verwaltung des Reichsstatthalters für Thüringen in Weimar unterstellt.
Im April 1945 wurde das Kreisgebiet zunächst durch die amerikanischen Streitkräfte besetzt und dann Teil des Landes Thüringen in der Sowjetischen Besatzungszone.

### Sowjetische Besatzungszone / Deutsche Demokratische Republik
Am 8. August 1945 wurden die Landkreise Worbis und Heiligenstadt zum Landkreis Eichsfeld mit Sitz in Heiligenstadt zusammengelegt. Der Landkreis Eichsfeld gab am 30. September 1946 mehrere Gemeinden an die Landkreise Nordhausen sowie Mühlhausen ab und wurde in Landkreis Worbis umbenannt. Der Kreissitz verblieb in Heiligenstadt. Am 25. Juli 1952 wurde der Landkreis Worbis wieder in die beiden neuen Kreise Worbis und Heiligenstadt aufgeteilt.

### Bundesrepublik Deutschland
Im Rahmen der kommunalen Neuordnung wurden 1994 die Kreise Worbis und Heiligenstadt zum Landkreis Eichsfeld zusammengeschlossen. Sitz der Verwaltung wurde Heiligenstadt. Worbis verlor seinen Status als Kreisstadt, behielt aber einige kreisliche Ämter.

## Einwohnerentwicklung
| Jahr | Einwohner | Quelle |
| ---- | --------- | ------ |
| 1816 | 29.939    | [ 5 ]  |
| 1843 | 40.099    | [ 6 ]  |
| 1871 | 36.705    | [ 7 ]  |
| 1890 | 38.319    | [ 8 ]  |
| 1900 | 39.191    | [ 8 ]  |
| 1910 | 42.502    | [ 8 ]  |
| 1925 | 45.719    | [ 8 ]  |
| 1933 | 48.553    | [ 8 ]  |
| 1939 | 48.175    | [ 8 ]  |

## Kommunalverfassung bis 1945

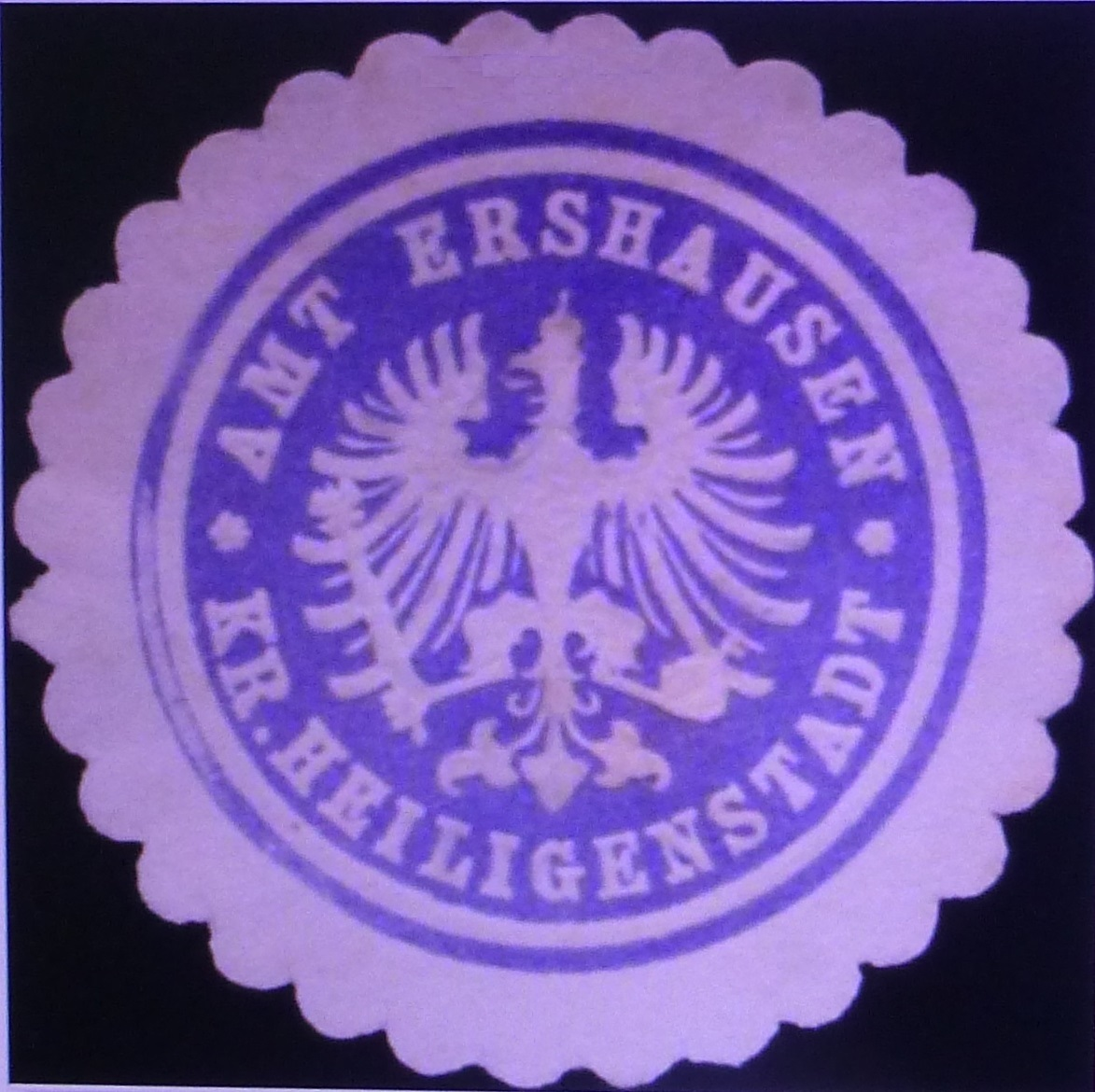
Siegelmarke des Amtes Ershausen

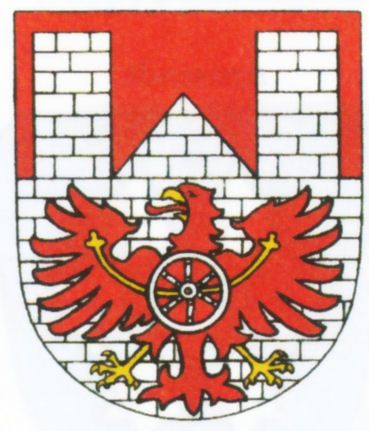
Das Wappen des Landkreises Heiligenstadt

Der Landkreis Heiligenstadt gliederte sich in Städte, in Landgemeinden und – bis zu deren Auflösung im Jahre 1928 – in Gutsbezirke. Mit Einführung des preußischen Gemeindeverfassungsgesetzes vom 15. Dezember 1933 sowie der Deutschen Gemeindeordnung vom 30. Januar 1935 wurde zum 1. April 1935 das Führerprinzip auf Gemeindeebene durchgesetzt. Eine neue Kreisverfassung wurde nicht mehr geschaffen; es galt weiterhin die Kreisordnung für die Provinzen Ost- und Westpreußen, Brandenburg, Pommern, Schlesien und Sachsen vom 19. März 1881.
Die Verwaltung für den Landkreis Heiligenstadt gliederte sich neben den beiden Städten Heiligenstadt und Dingelstädt in folgende Amtsbezirke bzw. Ortspolizeibezirke:
| - Ershausen - Geismar - Geisleden - Kirchgandern | - Kreuzeber - Martinfeld - Rengelrode - Rüstungen | - Siemerode - Uder - Wahlhausen - Werleshausen |

Amtsgerichte bestanden in Heiligenstadt und Dingelstädt. 
Im Jahr 1935 wurde ein Wappen für den Landkreis geschaffen. Es zeigt den brandenburgisch-preußischen Adler, das sechsspeichige Mainzer Rad und angedeutet die Mauern der Burg Hanstein.

## Landräte

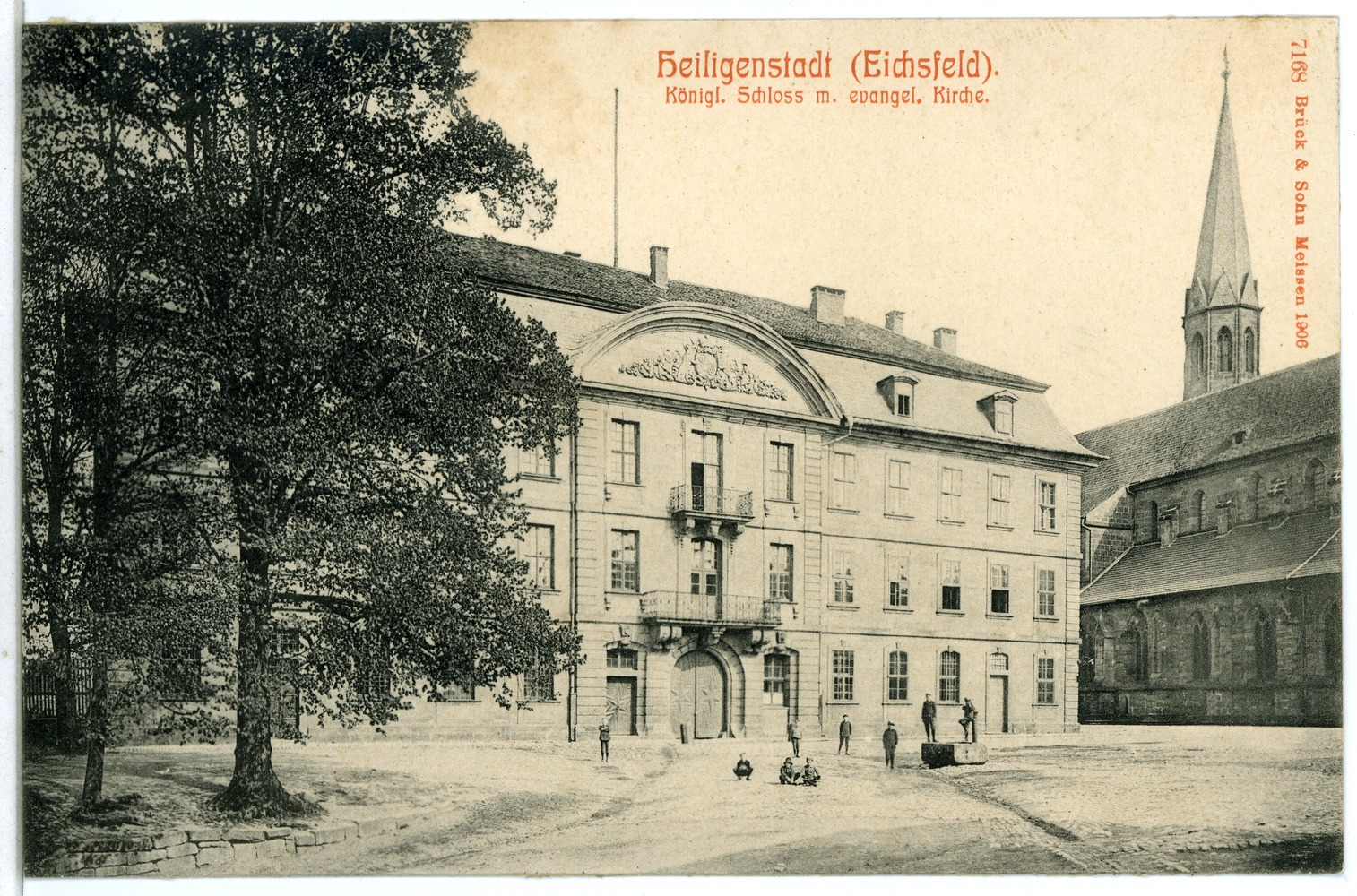
Das Mainzer Schloss in Heiligenstadt um 1906: Sitz der Verwaltung und zeitweise auch des königlich Preußischen Kreisgerichtes

- 1816–1841 Anton von Bodungen (1761–1850)
- 1841–1850 Friedrich Ernst von Hanstein-Ershausen auf Bornhagen
- 1850–1857 Friedrich von Hanstein auf Bornhagen-Unterhof
- 1857–1864 Alexander von Wussow (1820–1889)
- 1864–1904 Sittig von Hanstein
- 1904–1938 Fritz von Christen
- 1938–1941 Hermann Marggraf
- 1941–1943 Albert Leiterer (kommissarisch)
- 1943–1945 Carl Wilhelm Renken (kommissarisch)
- April–Juni 1945 Kliebe (amerikanische Besatzungszeit, abgesetzt)[11]
- Juni–August 1945 Aloys Schaefer (amerikanische und sowjetische Besatzungszeit)

## Städte und Gemeinden

### Stand 1939

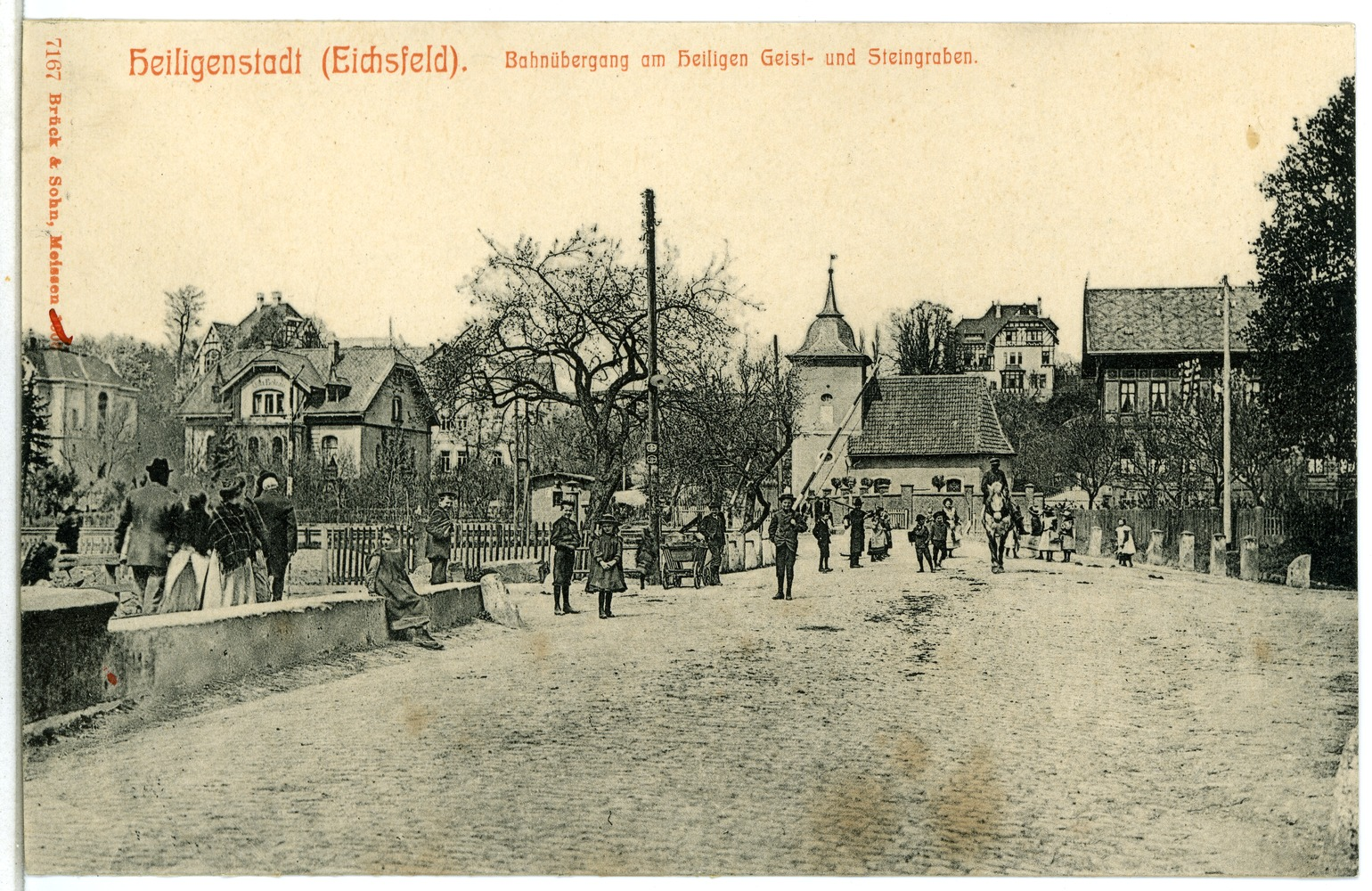
Straßenszene in Heiligenstadt um 1906

Der Landkreis Heiligenstadt umfasste im Jahre 1939 zwei Städte und 65 Gemeinden:
| - Arenshausen - Bebendorf - Bernterode - Birkenfelde - Bischhagen - Bornhagen - Burgwalde - Dieterode - Dietzenrode - Dingelstädt, Stadt - Döringsdorf - Eichstruth - Ershausen - Flinsberg - Freienhagen - Fretterode - Geisleden | - Geismar - Gerbershausen - Glasehausen - Großbartloff - Großtöpfer - Günterode - Heiligenstadt, Stadt - Heuthen - Hohengandern - Kalteneber - Kefferhausen - Kella - Kirchgandern - Kreuzebra - Krombach - Lehna - Lengenfeld unterm Stein | - Lenterode - Lindewerra - Lutter - Mackenrode - Marth - Martinfeld - Mengelrode - Misserode - Neuseesen - Pfaffschwende - Reinholterode - Rengelrode - Rohrberg - Röhrig - Rustenfelde - Rüstungen - Schachtebich | - Schönau - Schönhagen - Schwobfeld - Sickerode - Siemerode - Steinheuterode - Streitholz - Thalwenden - Uder - Volkerode - Wahlhausen - Werleshausen - Westhausen - Wiesenfeld - Wilbich - Wüstheuterode |

### Bis 1939 aufgelöste Gemeinden
- Gänseteich, 1934 nach Schachtebich eingemeindet

### Bis 1928 bestehende Gutsbezirke

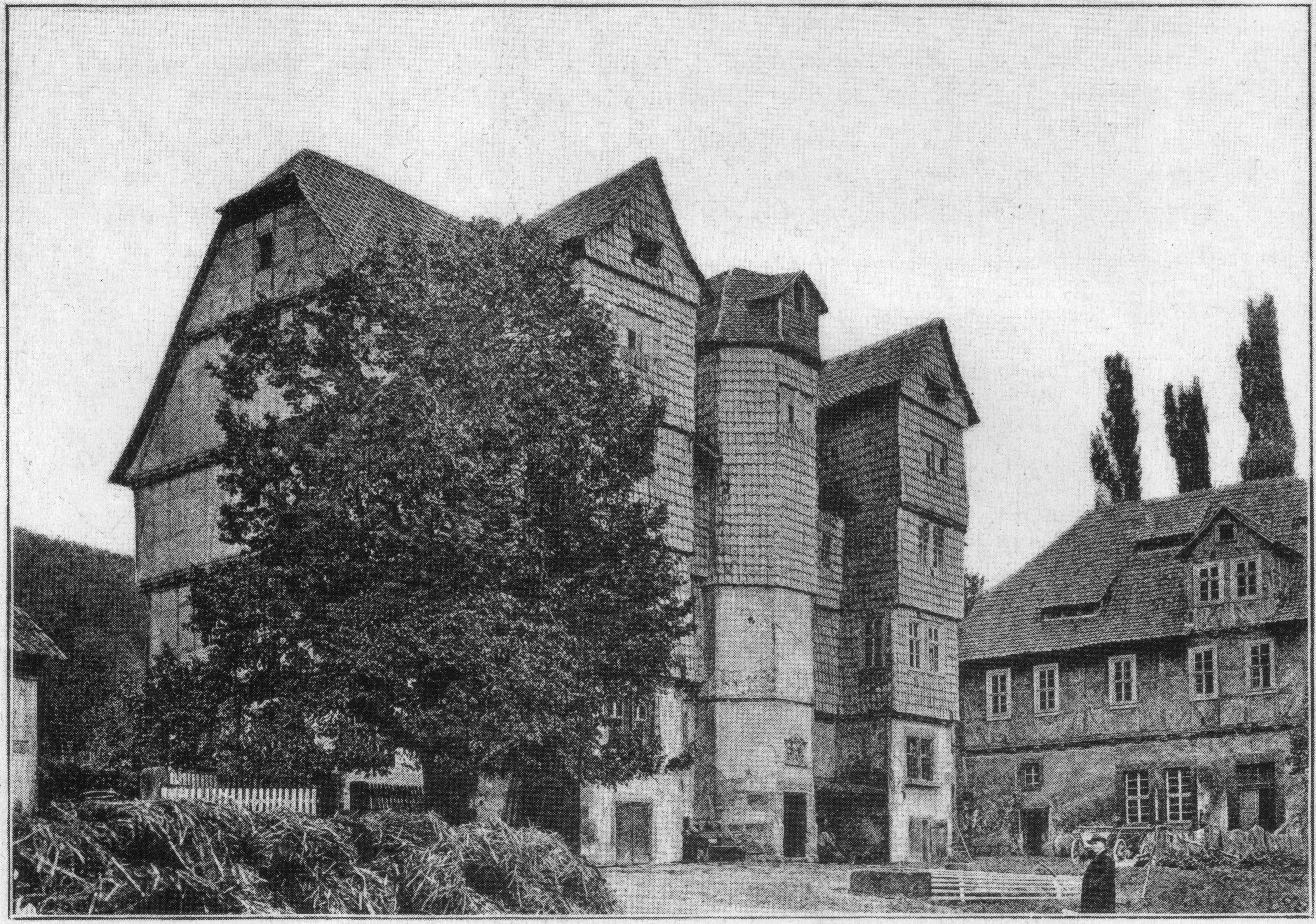
Das Gut Oberstein bei Gerbershausen

Im Landkreis bestanden bis 1928 folgende selbständige Gutsbezirke (Stand 1908):
Bernterode, Besenhausen, Birkenfelde Oberhof, Birkenfelde Steinerhof, Ershausen Oberförsterei, Geismar Schlosshof, Hessel, Keudelstein, Leinefelde Oberförsterei, Martinfeld Hinterhof, Martinfeld Vorderhof, Oberstein, Rothenbach, Rumerode, Siemerode, Steinheuterode, Unterstein, Wahlhausen Oberhof, Wahlhausen Unterhof, Werleshausen

### Namensänderungen
In den 1930er-Jahren änderte sich die Schreibweise zweier Gemeinden:
- Kreuzeber → Kreuzebra (1930)
- Rheinholterode → Reinholterode (1935)